# Alessandro Cagliostro

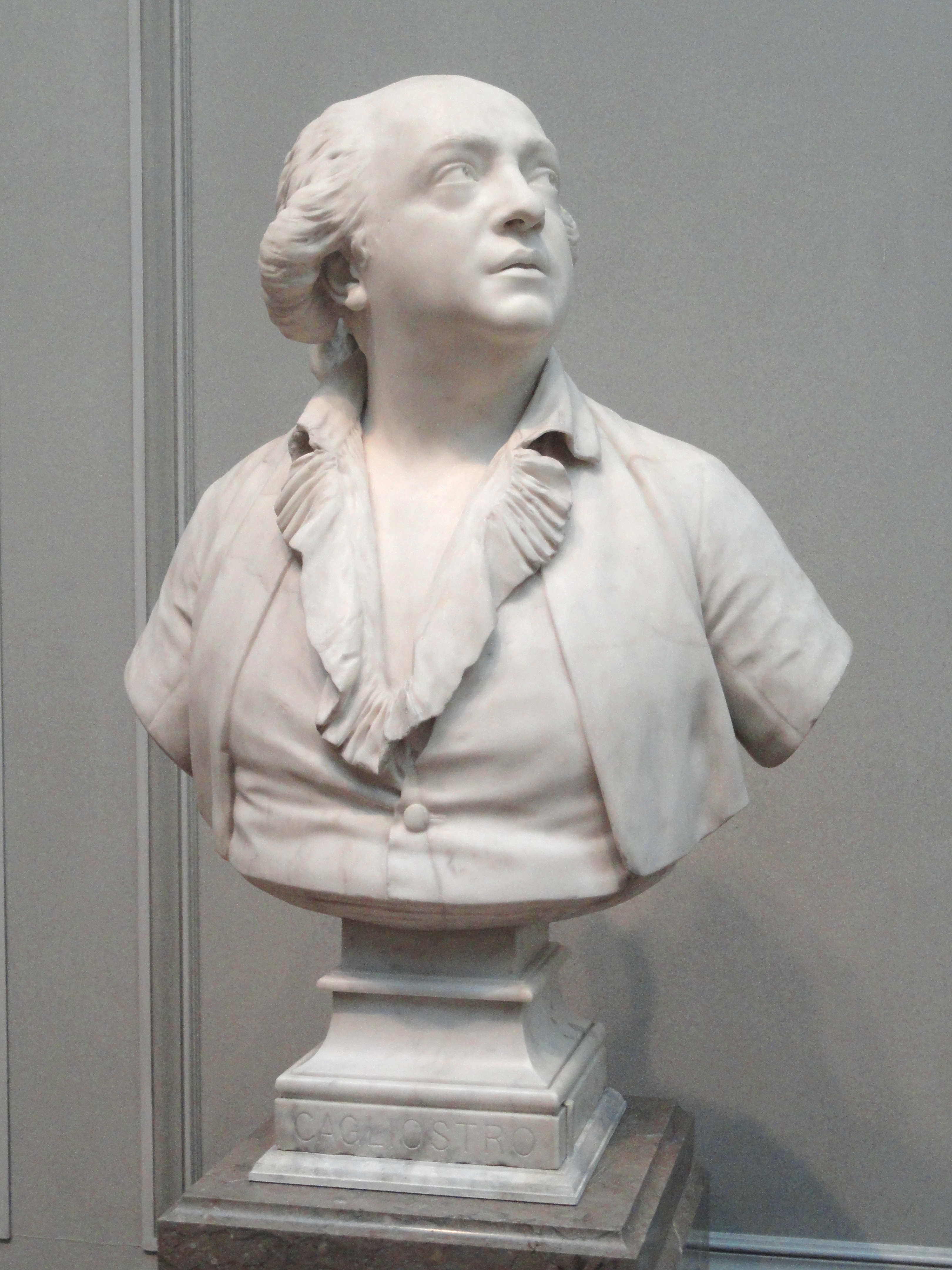
Alessandro Cagliostro 1786 door Jean-Antoine Houdon.

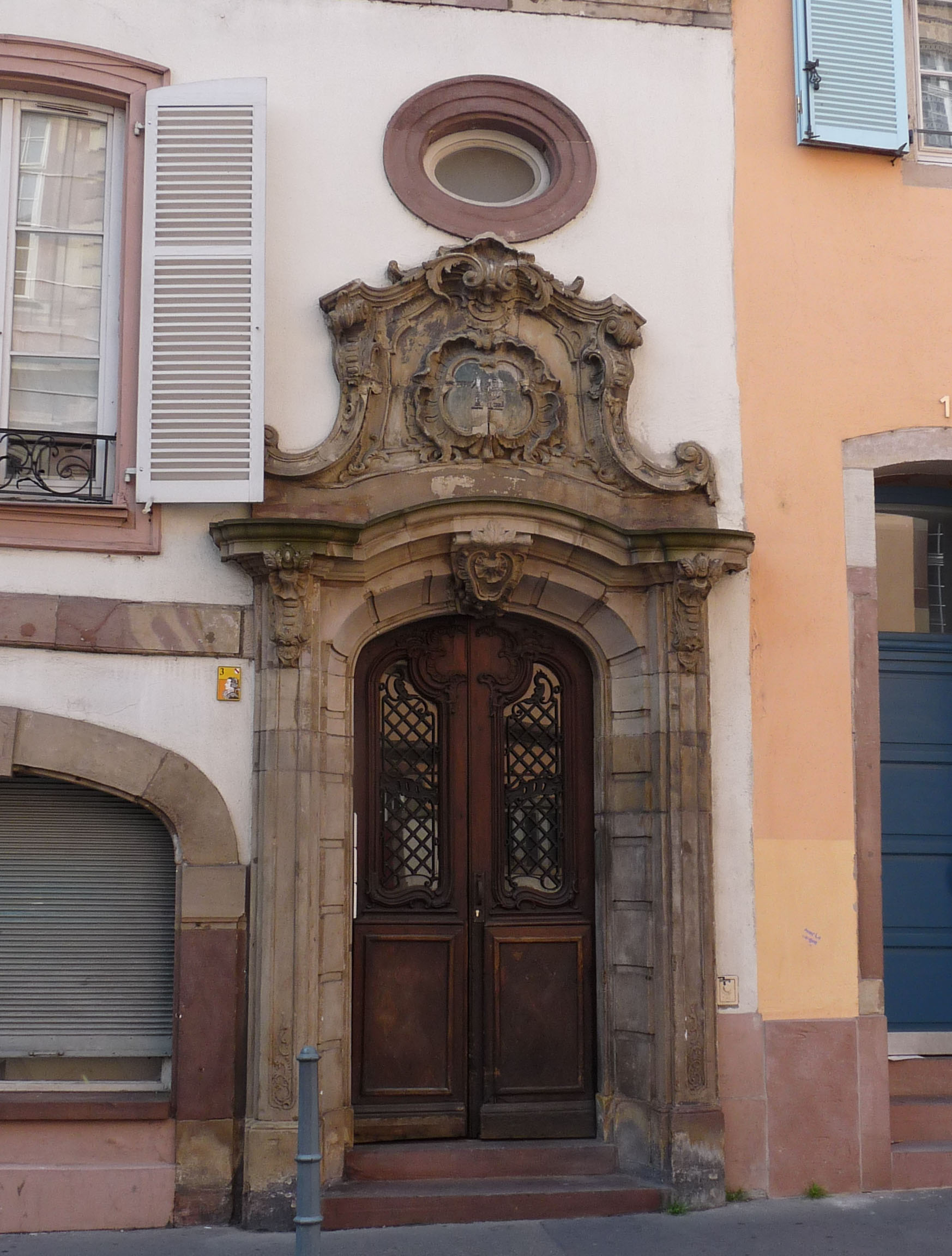
'Huis van Cagliostro', 12, rue de la Râpe, Straatsburg, waar hij van 1780 tot en met 1783 woonde

Alessandro Cagliostro ook wel genoemd Alessandro, graaf van Cagliostro, geboren als Giuseppe Balsamo, (Palermo, 2 juni 1743 – gevangenis van San Leo, 26 augustus 1795) was een Italiaans avonturier. Cagliostro is een van de grootste figuren die zich in de tweede helft van de 18e eeuw met het occulte bezighielden. Inlichtingen over hem kwamen vooral uit verhoren van zijn echtgenote Lorenza Feliciani (toen ze in 1773 in Parijs gevangen zat), van de redacteur van de krant 'Courier de l'Europe' (die in opdracht van het Franse Hof een lastercampagne tegen hem opzette) en ten slotte van de Inquisitie-biograaf (die hem wegens vrijmetselarij ter dood veroordeelde). Hij werd door velen gezien als een charlatan.

## Levensloop

### Alias Balsamo
Cagliostro kende een vrij tumultueuze jeugd. Zijn vader Pietro Balsamo stierf op vijfenveertigjarige leeftijd toen hij slechts een paar maanden oud was en zijn moeder Felice stuurde hem naar zijn oom omdat zij hem niet kon onderhouden. Nadat hij meerdere keren was weggelopen van het seminarie van San Rocco waar hij zijn eerste scholing had, werd hij naar het benedictijnenklooster Benfratelli van Cartegirone gestuurd, waar hij zijn talent voor geneeskunde en chemie ontdekte. Cagliostro was een goed student, maar toch liep hij enkele jaren later weer weg en sloot zich in Palermo aan bij een bende vagebonden die vooral kleine diefstallen pleegde.
Hij kwam vele malen in aanraking met de politie maar kwam niet in de gevangenis terecht dankzij de inmenging van zijn oom. In deze periode ontwikkelde Cagliostro ook een interesse voor het occulte en voor de alchemie, onder andere door de ontmoeting met de goudsmid Marano, die contacten onderhield met verscheidene alchemisten en geloofde dat Cagliostro in staat was metaal in goud te veranderen. Cagliostro lichtte de goudsmid echter op. Hij vroeg hem om zestig ons goud en beloofde Marano dat hij door magische ceremonies een grote geheime schat dicht bij Palermo zou kunnen vinden. Hij bracht Marano 's nachts buiten de stad en liet hem aanvallen door ingehuurde boeven. Kort na dit incident vluchtte Cagliostro uit Palermo en begon hij zijn wereldreizen.
In 1768 keerde Cagliostro terug naar Italië en opende hij een casino in Napels met de bedoeling rijke buitenlanders af te zetten. De Napolitaanse politie kreeg hier echter snel lucht van en dwong Cagliostro te vertrekken. Cagliostro ging toen naar Rome en vestigde zich daar als dokter, waarmee hij goed zijn brood verdiende. In deze periode trouwde hij met de zeventienjarige Lorenza Feliciani, de dochter van een 'kopersmelter'. Het paar woonde in Rome bij haar ouders totdat de Italiaanse inquisitie Cagliostro begon te verdenken van ketterij. Volgens een andere versie werden ze uit huis gezet toen Lorenza, hiertoe aangezet door haar man, met haar schoonheid geld begon te verdienen. Casanova kwam hen in 1770 tegen in een herberg in Aix-en-Provence, waar ze zich ophielden als pelgrims. Cagliostro demonstreerde hem zijn weergaloze kunnen als vervalser. Vervolgens week het echtpaar uit naar Barcelona en Madrid in Spanje. Van Lissabon vertrokken hij en zijn vrouw in 1771 naar Londen, Engeland, onder het mom van een grote alchemistische ontdekking. Ze woonden in Leadenhall Street en daarna in New Compton Street, Soho. Toen hij de huur niet kon opbrengen, belandde hij in de gevangenis. Lorenza wist Sir Edward Hales ertoe te bewegen haar man vrij te krijgen. Hij gaf hem opdracht zijn plafond te beschilderen. Toen hij hem met zijn dochter betrapte, koos het stel ervoor het land te verlaten. Aan boord van het schip maakte Lorenza kennis met Monsieur Duplessis de la Radotte, die hen uitnodigde in Parijs. 
Duplessis de la Radotte wilde graag dat Lorenza voor hém koos en afscheid nam van haar echtgenoot. Toen liet haar man haar in 1773 opsluiten in de vrouwengevangenis Sainte Pélagie. Maar hij kreeg spijt en vroeg weer om haar vrijlating. Na een aantal jaar keerden zij terug naar Palermo. Lorenza had een prins aan de haak geslagen en haar man kon zich nu voordoen als 'Marchese Pellegrini'. Cagliostro werd gearresteerd door Marano, de goudsmid, die hij eerder had opgelicht. Goethe schreef over hoe Cagliostro werd gered door de prins.
Na zijn verblijf in Palermo ging hij opnieuw op reis (Barcelona, Madrid, Lissabon, Londen, Parijs, Venetië, Napels, Brussel, Duitsland, Noord-Afrika).

### Verblijf in Londen
Cagliostro reisde de wereld rond en bezocht Egypte, Griekenland, Perzië, Rhodos, India en Ethiopië. Telkens bestudeerde hij er het occulte en de alchemistische kennis. In Londen ontmoette Cagliostro de graaf van Saint-Germain, die hem inwijdde in de Egyptische vrijmetselarij. Cagliostro zou een grote invloed hebben op de vrijmetselarij van zijn tijd. Op 12 april 1777 werden hij en zijn vrouw te Londen ingewijd in de vrijmetselarij (loge L'Espérance, King's Head, Gerard Street, Soho). In november 1777 vertrokken de Cagliostro's naar Brussel en Den Haag, waar hij een loge oprichtte volgens een eigen 'Egyptische' ritus met drie graden. Op zeer korte tijd herstelde hij er zijn fortuin.
In de periode van 1778 tot 1783 zwierf hij verder door Europa: Venetië, Neurenberg, Berlijn, Leipzig, Dantzig, Königsberg, Mitau (Koerland, maart 1779).

### Mitau, Sint-Petersburg en Warschau
Ook in Mitau wilde Cagliostro de 'Orde van Egyptische Vrijmetselarij' stichten. Het doel was 'de morele regeneratie van de mensheid' door de kennis van God in al haar zuiverheid te herstellen. Zowel mannen als vrouwen konden zich aanmelden voor lidmaatschap. De enige voorwaarde was 'geloof in de onsterfelijkheid van de ziel' en mannen dienden al lid te zijn van een Vrijmetselaarsloge. Cagliostro nam als Grootmeester de titel 'Grote Coptha' aan. Zijn vrouw als Grootmeesteres heette 'Koningin van Sheba'.
Maarschalk von Medem was het hoofd van de Vrijmetselaarsloge in Mitau en de grote Von Medem familie behandelde hem met het grootste respect. De graaf von Medem was de broer van de maarschalk. Zijn oudste dochter echter, gravin Elisa von der Recke, stelde (pas) in 1784 dat Cagliostro een bedrieger was, nádat ze daartoe door ene Bode was overtuigd, die lid van de 'Illuminés' was geworden. Keizerin Catharina de Grote liet het boek van Gravin von der Recke in het Russisch vertalen. De Von Medems hadden goede contacten met de hoogste kringen in Rusland. En Cagliostro ging naar Sint Petersburg, Rusland. Hij kon er echter geen loge stichten en werd gedwongen het land te verlaten. Volgens een gerucht intrigeerden de Schotse dokters van de Russische keizerin, Rogerson en Mouncey, tegen hem. Zij wilden geen zogenaamde 'leerling van de school van Hermes Trismegistus' in hun midden toelaten. Cagliostro ging daarop naar Warschau (mei 1780). De Cagliostro's verbleven in het huis van Prins Adam Poninski. Poninski werd lid van de Egyptische Vrijmetselarij en binnen een maand was er in Warschau een loge gesticht. Cagliostro ontmoette koning Stanislas II Augustus Poniatowski. Op 26 juni 1780 ontvluchtte Cagliostro Warschau. De doktoren vervolgden hem door hun haat en jaloezie zowel in Rusland, Polen als later in Frankrijk.

### Straatsburg en Parijs
Op 19 september 1780 kwam hij aan in Straatsburg, waar hij drie jaren bleef. Hij genas er gratis de zieken. Op sommige dagen kwamen er wel vijfhonderd mensen naar zijn huis. Belle van Zuylen bezocht hem daar mei/juni 1783 verscheidene malen. (Ze zag hem terug juni 1786 na zijn ontslag uit de Bastille). Volgens Baron von Gleichen genas hij de secretaris van Markies de Lasalle, de commandant van Straatsburg. Het beroemdst was de genezing van Prins de Soubise in Parijs, een neef van Kardinaal de Rohan. De Rohan had een paleis in Saverne, bij Straatsburg, met een bibliotheek en laboratorium. De Cagliostro's werden door de kardinaal uitgenodigd er te komen wonen. Helaas zou deze vriendschap hen later parten spelen, want door kardinaal de Rohan raakten ze later betrokken bij de diamanten-halssnoeraffaire en belandden ze in de gevangenis. Van Straatsburg gingen de Cagliostro's eerst naar Bordeaux, waar Martines de Pasqually zijn beroemde magische en mystieke school had gesticht. Daarna werd in Lyon de moederloge van de Egyptische Vrijmetselarij gesticht. De Prins van Luxemburg werd er als Grootmeester aangesteld.
Nadat hij loges voor de Egyptische vrijmetselarij had gevestigd in Engeland, Duitsland, Rusland en Frankrijk, kwam Cagliostro aan in Parijs. In Parijs verkocht hij medicijnen en elixirs en begon hij ook seances te houden. Lodewijk XVI was geïntrigeerd door de graaf en nodigde hem uit te Versailles om magische diners te organiseren. Gedurende een paar jaar was Cagliostro populair in Parijs, maar koningin Marie Antoinette moest niets van hem of van kardinaal Rohan weten. Als Franse ambassadeur in Wenen had De Rohan zich destijds negatief uitgelaten over Marie Antoinettes moeder, keizerin Maria Theresia. In 1785 werd Cagliostro – zonder echte harde bewijzen – genoemd in de diamanten halssnoer-affaire, een van de belangrijkste incidenten die leidden tot de Franse Revolutie. Gravin de la Motte-Valois had zwaar misbruik gemaakt van kardinaal Rohans ambitie om, net als eerdere kardinalen, meer macht aan het Franse hof uit te oefenen. Door zijn vermeende inmenging in dit schandaal – hij was slechts met Rohan bevriend – werd Cagliostro voor negen maanden opgesloten in de Bastille. Hij werd na zijn vrijspraak uit Frankrijk verbannen.

### Cagliostro over Cagliostro
In de tekst, die zijn advocaat Thilorier al tijdens de rechtszaak publiceerde, werd Cagliostro zelf aan het woord gelaten. Hij zei dat hij niet wist waar hij geboren was of wie zijn ouders waren. Wel was hem verteld dat ze christenen en van adel waren. Volgens deze zoveelste mystificatie groeide hij, vanaf de leeftijd van drie maanden, als wees op in Medina (Arabië), in het paleis van Moefti (de moslimleider) Salahaym. Zijn naam daar was Acharat en Althotas was zijn gouverneur. Op z'n twaalfde begon hij te reizen, met Althotas als begeleider. Ze gingen naar Mekka (waar ze drie jaar bleven), naar Egypte, Afrika en Azië (gedurende drie jaar), naar Rhodos (1766), Malta, Sicilië, de Griekse eilanden, Napels en Rome. Op Malta leerde hij Pinto, de Grootmeester van de Orde van Malta kennen en Ridder Luigi d'Aquino van het prinselijk huis van Caramanica. De laatste was de broer van de Grootmeester van de Napolitaanse Vrijmetselarij. Althotas, ook lid van de Maltezer orde, stierf op Malta.  
In Rome ontmoette Cagliostro Seraphina Feliciani en trouwde hij met haar. Hij was toen, in 1770, tweeëntwintig jaar oud. Dus hij zou in 1748 geboren zijn. Van Rome ging het stel naar Straatsburg en vandaar naar Parijs. Na zijn verbanning ging Cagliostro naar Engeland waar hij in de 'Brief aan het Engelse Volk' uitlegde dat hij níet Giuseppe Balsamo was.

### Laatste verblijf in Londen
In Engeland schreef Cagliostro zijn 'Brief aan het Franse Volk' (20 juni 1786), waarin hij Breteuil, hoofd van de Franse regering, verantwoordelijk hield voor zijn lijden in de Bastille. Eerst wilde de Franse regering hem alsnog opsluiten door zijn verbanning op te heffen en hem uit te nodigen naar Frankrijk terug te keren. Daarna werd Charles Théveneau de Morande, de uitgever van de krant 'Courier de l'Europe' en zelf ook een vrijmetselaar, ingehuurd om drie maanden lang Cagliostro op alle mogelijke wijzen zwart te maken. Hij noemde Cagliostro eerst de zoon van een koetsier van de Napolitaanse Hertog van Castropignani, daarna de knecht van de alchemist Gracci de Kosmopoliet en later pas Giuseppe Balsamo. Een zekere Swinton financierde het boosaardige plan van de krant en Vergennes, de Franse minister van Buitenlandse Zaken, faciliteerde het project.
Nadat hij in 1786 Engeland verliet reisde hij naar Bazel en Bienne in Zwitserland, Aix-les-Bains, Turijn, Vicenza, Rovoredo in Oostenrijk en Trente.

### Rome

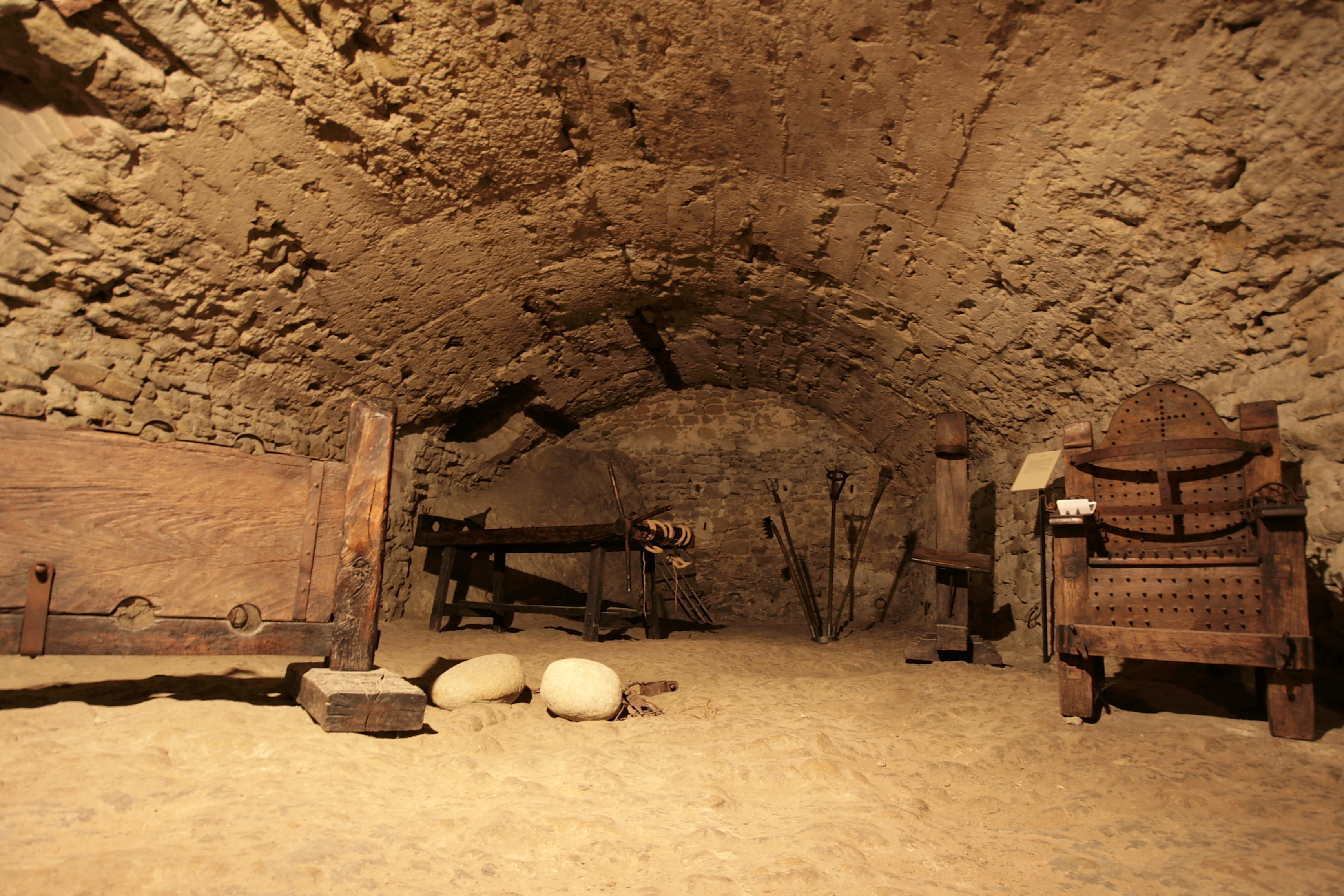
De cel in het Fort San Leo waar Cagliostro was overgebracht

Cagliostro keerde eind mei 1789 terug naar Rome om er opnieuw geneeskunde uit te oefenen en seances te houden. Toen hij echter een vrijmetselaarsloge in Rome probeerde te vestigen, werd hij in 1791 door de Inquisitie aangehouden en opgesloten in de Engelenburcht. Er volgde een proces waarbij Cagliostro werd beschuldigd van ketterij, magie en vrijmetselarij. Hij werd ter dood veroordeeld, maar dit vonnis werd door de paus omgezet naar levenslange opsluiting. Vanwege een mislukte ontsnappingspoging werd Cagliostro overgebracht naar het fort van San Leo, waar hij stierf (vermoord) op 26 augustus 1795. De berichten over zijn dood werden in Europa echter niet geloofd. Pas na een onderzoek dat door Napoleon was opgedragen, geloofde het volk dat Cagliostro dood was.

## Trivia
- Een op het leven van Cagliostro geïnspireerd verhaal (Cagliostro door Nina Wilcox Putnam) werd verwerkt tot het filmscript voor The Mummy uit 1932.
- Ethel Portnoy schreef in 1978 Belle van Zuylen ontmoet Cagliostro. Toneelstuk in twee bedrijven. Amsterdam, Meulenhoff.
- De graaf van Cagliostro verschijnt ook als personage in de Japanse animatiefilm "Lupin de Derde: Het Kasteel van Cagliostro/Rupan Sansei: Kariosutoro no Shiro" uit 1979, geregisseerd door Hayao Miyazaki (voordat Studio Ghibli opgericht werd).